# Charo Cofré (álbum)
Charo Cofré es el primer álbum de estudio de la cantante e intérprete chilena Charo Cofré, lanzado en 1971 por el sello discográfico Peña de los Parra, de los hermanos Isabel y Ángel Parra.

## Lista de canciones
| Charo Cofré |                                      |          |  |
| N.º         | Título                               | Duración |  |
| 1.          | «El cazador»                         | 2:08     |  |
| 2.          | «Olvídame»                           | 2:45     |  |
| 3.          | «Vals punteado»                      | 2:17     |  |
| 4.          | «Las cadenas»                        | 3:24     |  |
| 5.          | «Pa' darle vuelo a las aves»         | 2:27     |  |
| 6.          | «La niña que está bailando»          | 1:37     |  |
| 7.          | «El diablo en el paraíso»            | 2:54     |  |
| 8.          | «Bella joven»                        | 2:26     |  |
| 9.          | «La lavandera»                       | 3:06     |  |
| 10.         | «El día de tu cumpleaños»            | 1:53     |  |
| 11.         | «La mariposa»                        | 1:54     |  |
| 12.         | «No te quiero sino porque te quiero» | 2:24     |  |
| 29:15       |                                      |          |  |